# Campionat del món de ciclisme en pista de 1908
El Campionat Mundial de Ciclisme en Pista de 1908 es va celebrar a Berlín i a Leipzig (Imperi Alemany) del 26 de juliol al 2 d'agost de 1908.
Les competicions amateurs es van realitzar a Leipzig el 26 de juliol, i les professionals a Berlín del 30 de juliol al 2 d'agost. En total es va competir en 4 disciplines, 2 de professionals i 2 d'amateurs.

## Resultats

### Professional
| Prova                | Or                             | Argent                   | Bronze                               |
| Velocitat individual | Thorvald Ellegaard · Dinamarca | Gabriel Poulain · França | Charles-Louis Van Den Born · Bèlgica |
| Darrere moto         | Fritz Ryser · Suïssa           | Eugenio Bruni · Itàlia   | Arthur Vanderstuyft · Bèlgica        |

### Amateur
| Prova                | Or                          | Argent                        | Bronze                      |
| Velocitat individual | Victor Johnson · Regne Unit | Benjamin Jones · Regne Unit   | Emile Demangel · França     |
| Darrere moto         | Leon Meredith · Regne Unit  | Gustav Janke · Imperi Alemany | Léon Vanderstuyft · Bèlgica |

## Medaller
| Pos. | País           | Or | Plata | Bronze | Total |
| 1    | Regne Unit     | 2  | 1     | 0      | 3     |
| 2    | Dinamarca      | 1  | 0     | 0      | 1     |
| -    | Suïssa         | 1  | 0     | 0      | 1     |
| 4    | França         | 0  | 1     | 1      | 2     |
| 5    | Itàlia         | 0  | 1     | 0      | 1     |
| -    | Imperi Alemany | 0  | 1     | 0      | 1     |
| 7    | Bèlgica        | 0  | 0     | 3      | 3     |